# Teun van de Steeg
Teun van de Steeg (Denekamp, 7 mei 1956) is een Nederlands organist, componist en filosoof.

## Levensloop

### Jeugd en studie
Teun van de Steeg groeide op in een christelijke, muzikale familie. Hij kreeg van zijn grootvader zijn eerste harmoniumlessen. Het orgelspelen leerde hij bij de zondagse kerkdienst in de gereformeerde kerk van Denekamp. Toen zijn opa overleed ging hij op 10-jarige leeftijd naar de gemeentelijke muziekschool in Oldenzaal, waar hij piano- en orgellessen volgde bij de muziekdirecteur Theo Wolters. Toen hij zestien jaar was vertrok hij naar Enschede waar hij bij Willem Mesdag orgel studeerde aan het conservatorium. Daarna volgde de orgelstudie bij Bert Matter aan het Arnhems conservatorium. Daarna bekwaamde hij zich in de oude muziek bij Harald Vogel aan de N.Duitse Orgelakademie. In 1988 begon Van de Steeg aan de studie filosofie aan de universiteit van Utrecht. Zijn doctoraal wijdde hij aan de muziekfilosofie, hij studeerde af op 'Geist der Utopie', de muziekfilosofie van Ernst Bloch. Ernst Simon Bloch (Ludwigshafen am Rhein, 8 juli 1885 – Tübingen, 4 augustus 1977) was een Duits neomarxistisch filosoof en atheïstisch theoloog. Bloch - niet te verwarren met de componist Ernest Bloch - werd geboren in een joods gezin in Ludwigshafen, de moderne, grauwe industriestad die tegenover Mannheim ligt. 

### Loopbaan
Nadat Van de Steeg zijn muziekstudies had afgerond volgden concerten in Nederland, Spanje en Tsjechië. Hij werd in 1976 benoemd tot organist van de Petrakerk in Veenendaal. Daarna was hij lange tijd actief als organist en pianist in de Wingerd in Doetinchem en de Ontmoetingskerk in Doorwerth. Hij werd orgeldocent aan de muziekschool te Ede, was docent muziekfilosofie aan het conservatorium van Enschede en was twaalf jaar docent filosofie aan gymnasium en vwo in Culemborg, Ede en Oss.

## Bladmuziek
Tijdens de conservatoriumtijd in Enschede componeerde Van de Steeg zijn eerste serieuze pianowerkje Scherzo (zie YT). Als kind had hij allerlei kleine muziekstukjes gecomponeerd. Later componeerde hij voor piano, orgel, voor piano/orgel en solo-instrument, voor strijkkwartet, pianokwintet en ensembles. Veel werken staan op YT. Als opdracht ontstond het Klein Requiem voor strijkkwartet, piano en sopraan. Daarna volgde de opdracht een groot requiem te componeren voor symfonieorkest, groot koor en soliste. (Vanwege de corona-pandemie ging de uitvoering niet door. Er wordt gewerkt aan een nieuwe datum.) Uitgevoerd werden onder meer een pianoconcert met als soliste Maxime Snaterse (zie YT), en Agnus Deï en Ave Maria, door studentenkoor en ensemble in Florida (zie YT). Andere religieuze koorwerken zijn uitgegeven door Pro music Publishing. Verder zijn verschillende orgelboekjes uitgegeven met religieuze orgelmuziek bij OPUS 10 te Rijssen en Boeyinga te Sneek. Voor viool en piano ontstonden Muzikale Schetsen over de oorlogsjaren van Anne Frank.

## Publicaties
- 2012 Schaduwen van God ISBN 9789491602054 In dit boekje wordt op duidelijke wijze geloof en daad opnieuw in een christelijk perspectief geplaatst. Een goede daad, ook door een ongelovige is een daad uit Christus. Het verhaal over de barmhartige Samaritaan is daar een voorbeeld van. Tegelijkertijd kan een geloof zonder daad dood zijn. Overal waar goede daden verricht worden is er een schaduw van God: in sport, in muziek, in de natuur, in getallen, in simpele handelingen, enz. enz. Het boekje is te bestellen via ISBN nummer of bij de auteur via website: www.TeunvandeSteeg.nl
- 2012 Uitgerekend muziek ISBN 978-94-6206-007-4 In dit boek wordt expliciet ingegaan op de muzikale bewegingen in muziek. In de muziekwetenschap maar ook in de alledaagse muziekbeoefening is men zich bewust van natuurlijke muzikale bewegingen zoals versnellingen en vertragingen. In de muziek wordt gesproken over agogiek en rubato. Deze termen betekenen dat de muzikale beweging plaatsvindt m.b.v. lichte versnellingen en vertragingen. Zonder deze bewegingen is de muziek dood, dat beaamt iedere musicus. De vraag is hoe die bewegingen tot stand komen, maw. hoe ze kunnen worden verklaard. De muziekwetenschap heeft geen verklaring. Teun van de Steeg legt uit dat de verklaring gevonden kan worden in de eenheid van natuur(kunde) en muziek, namelijk de eenheid kan worden gevonden in de beweging van processen. Lees dit boek, het verklaart veel van wat tot nu toe verborgen is.